# Iranski jezici
Iranski jezici, jedna od dvije glavne grane indoarijskih (ili arijskih) jezika kojima se služe Iranski narodi,  poglavito na područjima Irana, Afganistana, Pakistana i Tadžikistana. Osnovna podjela je na istočnu i zapadnu podskupinu koje obuhvaćaju 87 jezika.
A. Istočnoiranski jezici (14), Iran, Pakistan, Afganistan, Kina, Gruzija, Tadžikistan:      
a1. sjeveroistočni (3) Iran, Gruzija, Tadžikistan: avestički (pazend), osetski, yagnobi.
a2. Jugoistočni (11):
a. pamirski jezici (7) Afganistan, Pakistan, Kina, Tadžikistan: munji, sanglechi-ishkashimi, sarikoli, shughni, wakhi, yazgulyam, yidgha.
b. paštunski jezici (4) Afganistan, Pakistan: paštunski (3 jezika, sjeverni središnji i južni), waneci.
B. Zapadnoiranski jezici (72) Afganistan, Iran, Irak, Pakistan, Turska, Izrael: 
b1. sjeverozapadni (54):
a. belučki (eng. Balochi) (5) Pakistan, Iran: bashkardi, belučki (beludžijski; južni, zapadni i istočni), koroshi.
b. kaspijski (3) Iran: gilaki, mazanderani, shahmirzadi.
c. Centralni Iran (12) Iran, Indija: ashtiani, fars (sjeverozapadni), zoroastrijski darski (gabri ili yazdi), gazi, khunsari, natanzi, nayini, parsi, parsi-dari, sivandi, soi, vafsi.
e. Kurdski (4) Irak, Iran, Turska: kurdski (središnji, sjeverni i južni), laki.
f. Ormuri-Parachi (2): ormuri, parachi.
g. Semnani (4): lasgerdi, sangisari, semnani, sorkhei.
h. Tališki (16) Iran, Azerbajdžan: alviri-vidari, eshtehardi, gornji taromi (gornjotaromski), gozarkhani, harzani, kabatei, kajali, karingani, kho'ini, koresh-e rostam, maraghei, razajerdi, rudbari, shahrudi, takestani, tališki,
i. Zaza-Gorani (6) Irak, Turska: bajelani, dimli, gurani, kirmanjki, sarli, shabak.
j. neklasificirani (1): dezfuli.
b2. jugozapadni (18):
a. Fars (2): fars (jugozapadni), lari.
b. Luri (4): bakhtiari, luri (sjeverni i južni), kumzari.
c. perzijski (10): aimaq, buharski, darwazi, dehwari, dzhidi, farsi (zapadni, istočni) ili dari, hazaragi, pahlavani, tadžički.
d. Tat (2): judeotatski, tatski.
C) Nekalsificirani (1): tangshewi, Afghanistan.

## Vanjske poveznice
- Ethnologue (14th)
- Ethnologue (15th)